# بویاق‌لی
بویاق‌لی (به لاتین: Boyaqlı) یک منطقهٔ مسکونی در جمهوری آذربایجان است که در شهرستان کلبجر واقع شده‌است.